# Galliarde

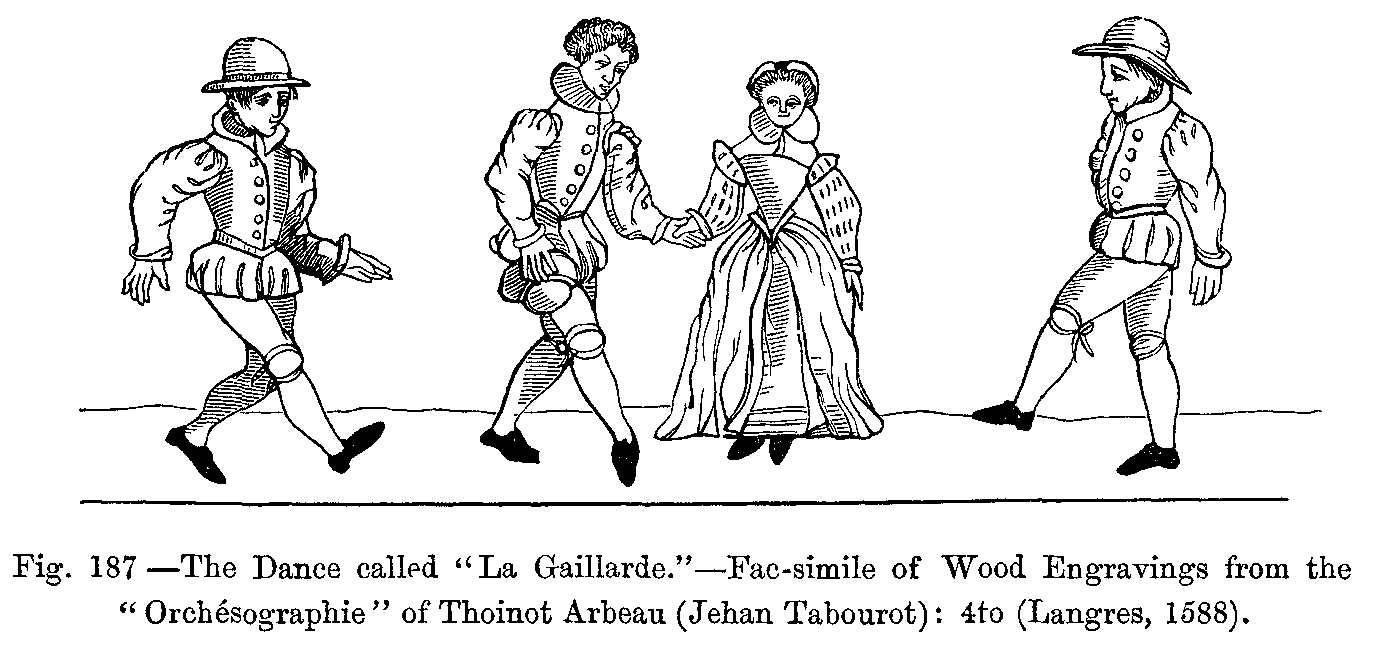
Galliarde in der Orchésographie Thoinot Arbeaus

Die Galliarde oder Gaillarde (zu französisch gaillard, ‚fröhlich‘, ‚munter‘; bzw. als italienisch Gagliarda, eingedeutscht Galliarda und Gagliarde, zu italienisch gagliardo, ‚kraftvoll‘; spanisch Gallarda, englisch Galliard) war ein im 16. Jahrhundert in weiten Teilen Europas verbreiteter aus Italien stammender Tanz im schnelleren Dreiertakt. Meist als eigenständige Tanzform ausgeführt, wurde sie aber auch häufig als lebhafter fröhlicher Nachtanz und Springtanz nach einer Pavane in geradem Takt getanzt. Als Tanzpaar Pavane – Galliarde ein Kernsatz der frühen instrumentalen Suite (im 16. Jahrhundert), wurde sie im 17. Jahrhundert von der Courante dort abgelöst.
Die Galliarde wird erstmals Ende des 15. Jahrhunderts in einer Schrift des Dichters Vincenzo Calmeta erwähnt. Im Laufe des 16. Jahrhunderts verbreitete sie sich in Italien, Frankreich, England, Deutschland und anderen Regionen. In Musikquellen taucht die Gaillarde erstmals in unveröffentlichten italienischen Lautentabulaturen um 1520 auf. In den nächsten Jahrzehnten erschienen zahlreiche Sammlungen von Instrumentalstücken, die Gaillarden enthalten, z. B. von bzw. bei Pierre Attaingnant (1529), Pierre Phalèse (Hortulus Cytharae. Löwen 1570), Anthony Holborne, Alonso de Mudarra (Sevilla, 1546, in Tres libros de musica para vihuela, einem Sammelband für Stücke für die Vihuela und die vierchörige Gitarre) und Georg Leopold Fuhrmann sowie John Dowland.
Grundschritt ist der cinque-pas oder cinque passi, (deutsch: fünf Schritte), bestehend aus vier kleinen Sprüngen, abwechselnd vom linken auf den rechten Fuß, wobei der jeweils andere Fuß in der Luft nach vorn geführt wird. Der fünfte Abschlussschritt ist ein größerer Sprung, bei dem man den vorderen Fuß nach hinten führt und auf beiden Beinen landet (italienisch cadenza, französisch: sault majeur). Die Galliarde wurde sowohl solistisch als auch mit Partner getanzt. Charakteristisch für die Gaillarde sind die ausführlichen Variationen des Grundschritts, die improvisatorisch vor dem Partner bzw. dem Publikum gezeigt wurden. In den Tanzbüchern des 16. Jahrhunderts, insbesondere den Büchern von Compasso, Negri, Santucci, Lutij und Lupi werden hunderte solcher Schrittvariationen (im Italienischen mutanze genannt) beschrieben.
Wesentliche Tanzquellen zur Gaillarde sind:
- 1560: Lutio Compasso: Ballo della Gagliarda, Florenz
- 1581: Fabritio Caroso: Il Ballarino, Venedig
- 1588: Thoinot Arbeau: Orchésographie, Lengres
- 1589: Prospero Lutij: Opera Bellissima nella quale si contengono molte partite, et passeggi di Gagliarda, Perugia.
- 1600: Livio Lupi: Mutanze di Gagliarda, Tordiglione, Passo e Mezzo, Canari..., Palermo, (erweiterte Neuauflage unter verändertem Titel: Libro di Gagliarda, Tordiglione..., 1607).
- 1602: Cesare Negri: Le Gratie d'Amore, Mailand (Neuausgabe unter verändertem Titel: Nuove Inventioni di Balli, Mailand 1604).
- 1614: Ercole Santucci: Mastro da Ballo; Manuskript. Faksimile-Edition: Georg Olms Verlag, Hildesheim, 2004

Von Königin Elisabeth I. von England wird berichtet, dass sie noch in fortgeschrittenem Alter als regelmäßige morgendliche Übung sechs bis sieben Galliarden getanzt habe. Der spanische Feldherr Don Juan de Austria soll während der Schlacht von Lepanto im Angesicht des Feindes mit zwei anderen Nobelherrn eine Galliarde getanzt haben.

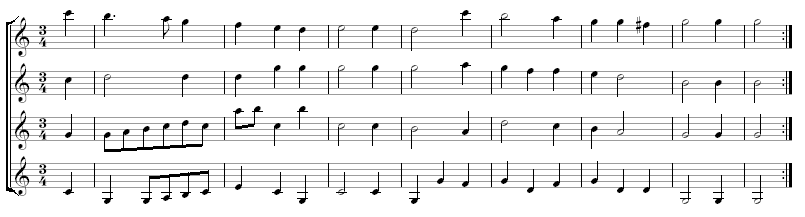
Galliarde, um 1530